# Flemingsbergsvikens våtmarksanläggning

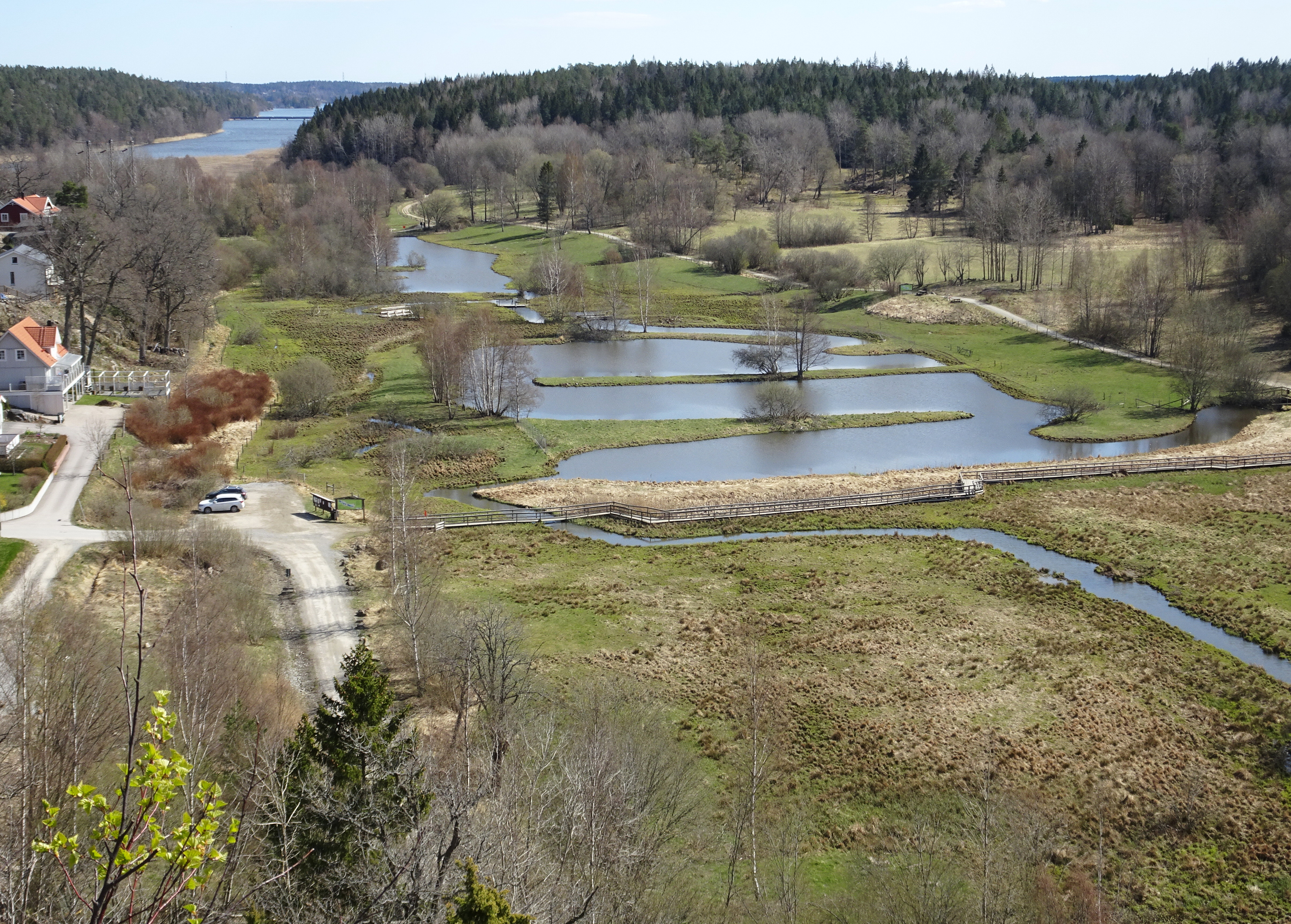
Våtmarksanläggningen vy mot öster från Solgårds fornborg, april 2021.

Flemingsbergsvikens våtmarksanläggning är en vattenreningsanläggning för dagvatten i Flemingsbergsvikens innersta del i kommundelen Flemingsberg, Huddinge kommun. Anläggningen ägs och förvaltas av Stockholm Vatten och Avfall och togs i bruk 1995.

## Beskrivning

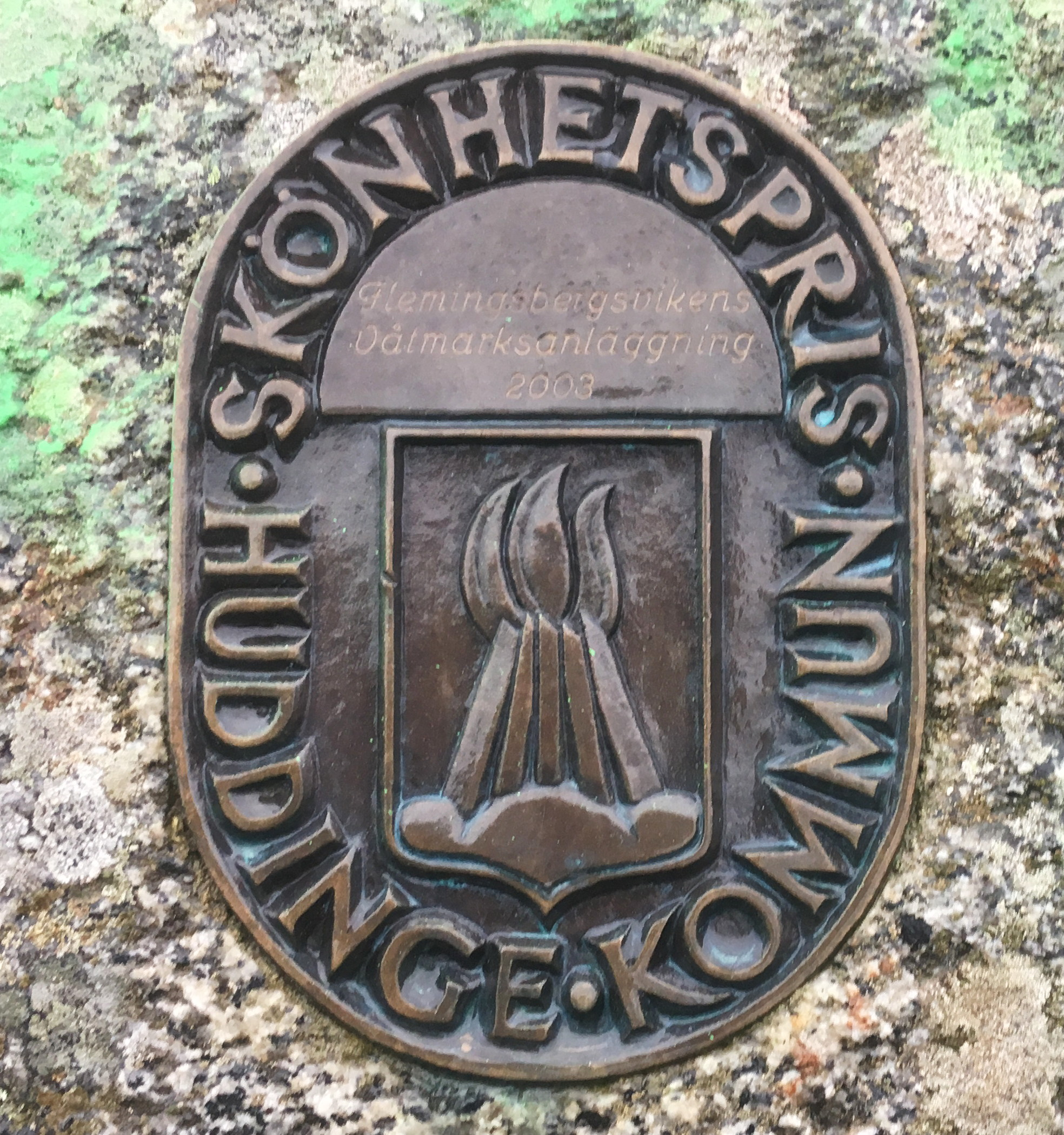
Kommunens "Skönhetspris" gick 2003 till Flemingsbergsvikens våtmarksanläggning.

Anläggningen byggdes åren 1994 till 1995 med syfte att omhänderta områdets dagvatten innan det rinner ner i sjön Orlången som är ett av kommunens största vattenområden. Därmed skall övergödning av sjön motarbetas. Tillrinningsarean till våtmarken är cirka 9 km², våtmarksarean är 180 000 m² och medeltillrinningen är cirka 2 miljoner m³ dagvatten per år. Reningen sker på en yta om cirka 150 x 1200 meter och omfattar bland annat dammar, oljeavskiljning, sedimentering och möjlighet till kemisk fällning. Reningen sker i flera steg med hjälp av naturens egna processer. Via en avloppstunnel leds även dagvatten från området kring Huddinge sjukhus in i systemet. År 2003 fick anläggningen Huddinge kommuns "Skönhetspris". En plakett i brons finns på ett flyttblock vid strandpromenaden. Under år 2004 genomfördes en viss ombyggnad av anläggningen.
Växtligheten röjs vid behov och det finns betande nötkreatur i området som är även rikt på insekter och groddjur. Inom våtmarksanläggningen häckar cirka 15 arter våtmarksfåglar, bland dem dopping, gräsand och sumphöns. Vår och höst rastar omkring 40 fågelarter här under flyttningen. Längs med södra sidan passerar vandringsstigen Huddingeleden som här utgör resterna efter den Gamla sockenvägen Flemingsberg – Lissma som övergavs på 1850-talet. På två ställen finns gångbroar över området och längst i öster passerar den gamla landsvägen. Där stod den numera försvunna Brostugan som var ett dagsverkstorp under Flemingsbergs gård och finns upptagen i husförhörslängden från 1689.

### Reningsgången
- Förorenat dagvatten från bland annat Flemingsberg och Visättra leds in i systemet.
- Olja och flytande föroreningar avskiljs.
- Dagvattnet sprids via diken.
- Två olika dammar för kväverening.
- Sedimenteringsdamm i meanderform.
- Ett vasskärr tar hand om det renade vattnet innan det rinner ut i Orlången.

## Bilder

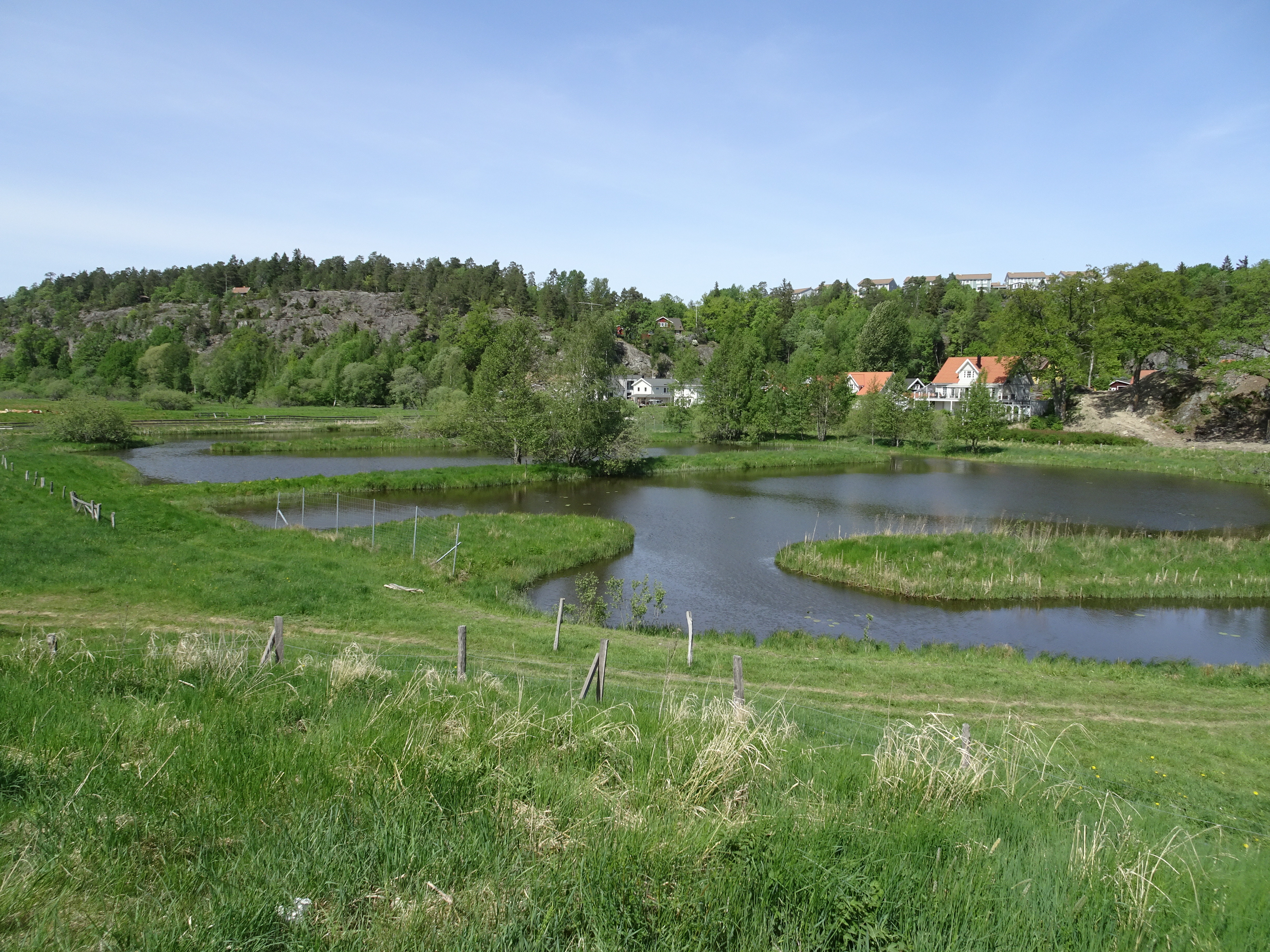
Sedimenteringsdammen.
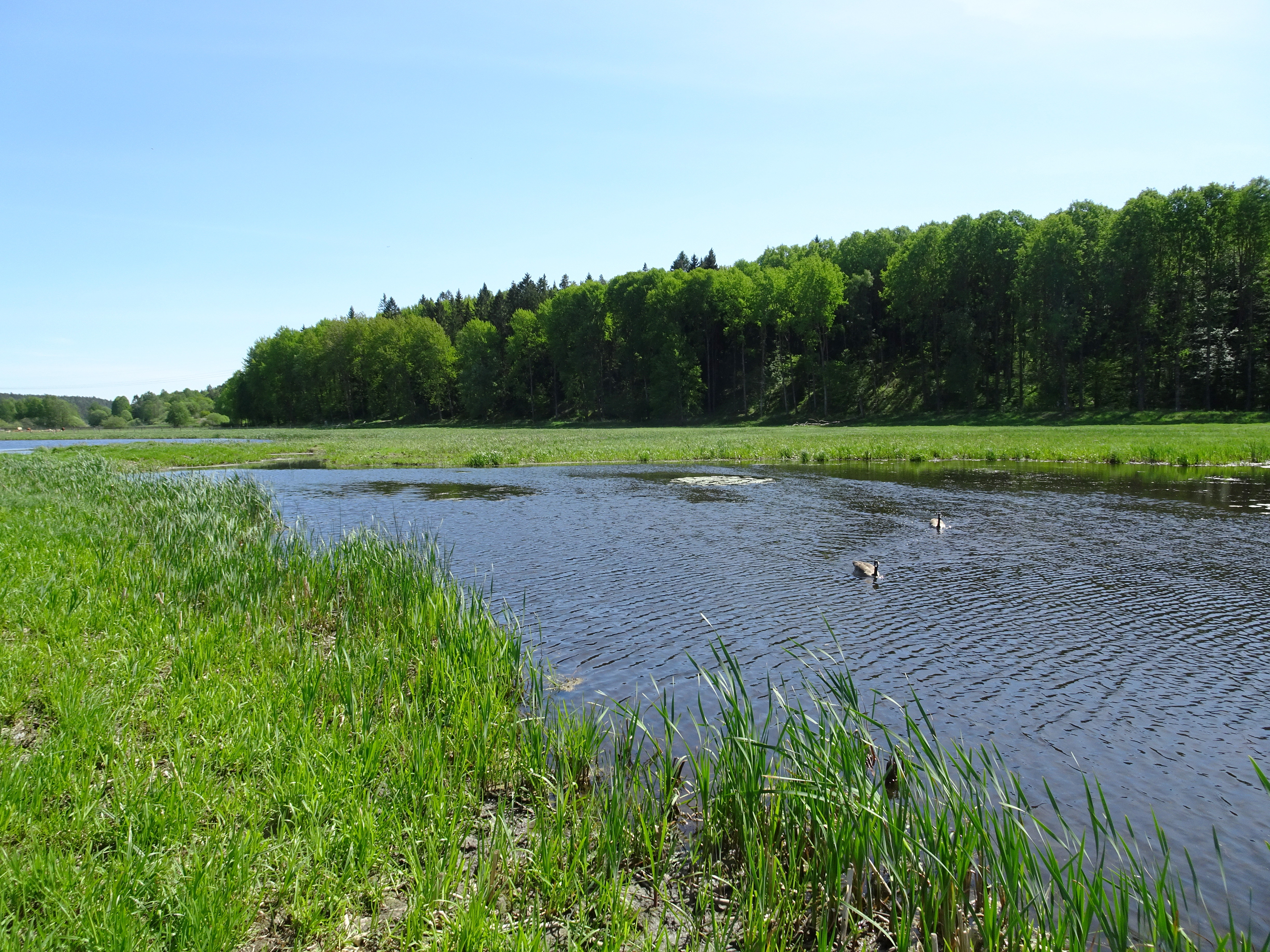
Dammar för kvävereningen.
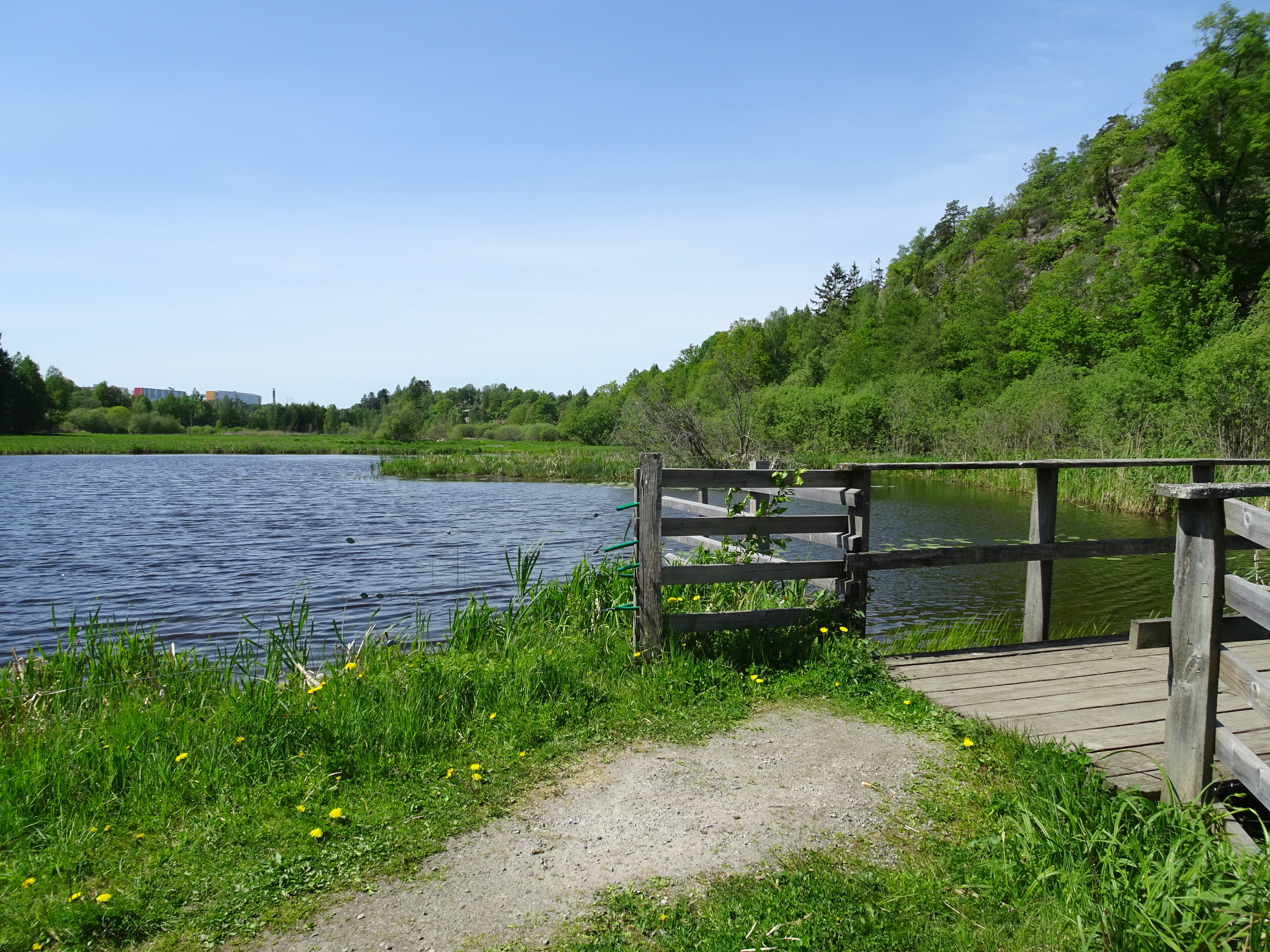
Gångbrygga över anläggningen.
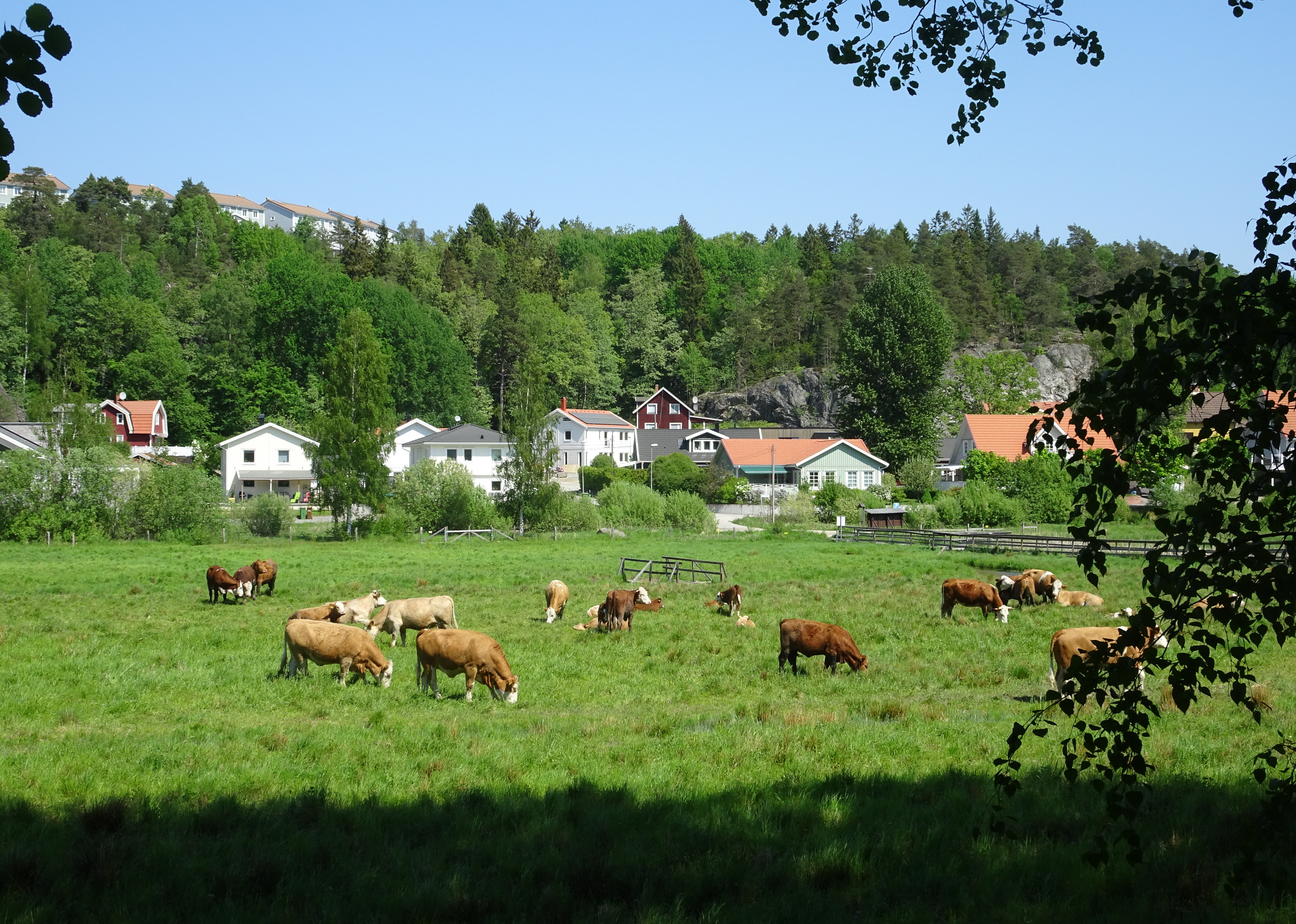
Betande kreatur.
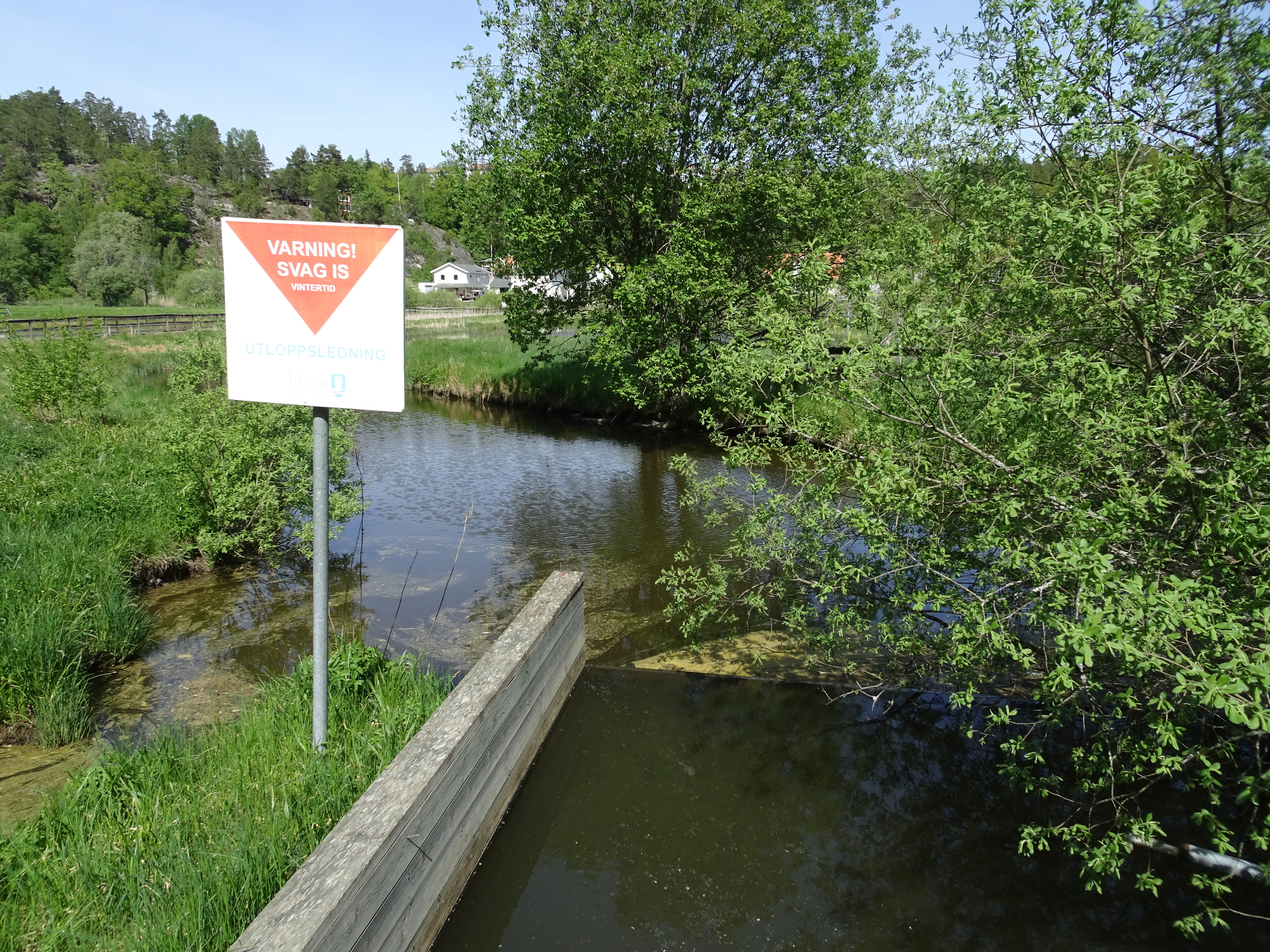
Inloppstunneln.